# دار أوبرا

دار أوبرا.

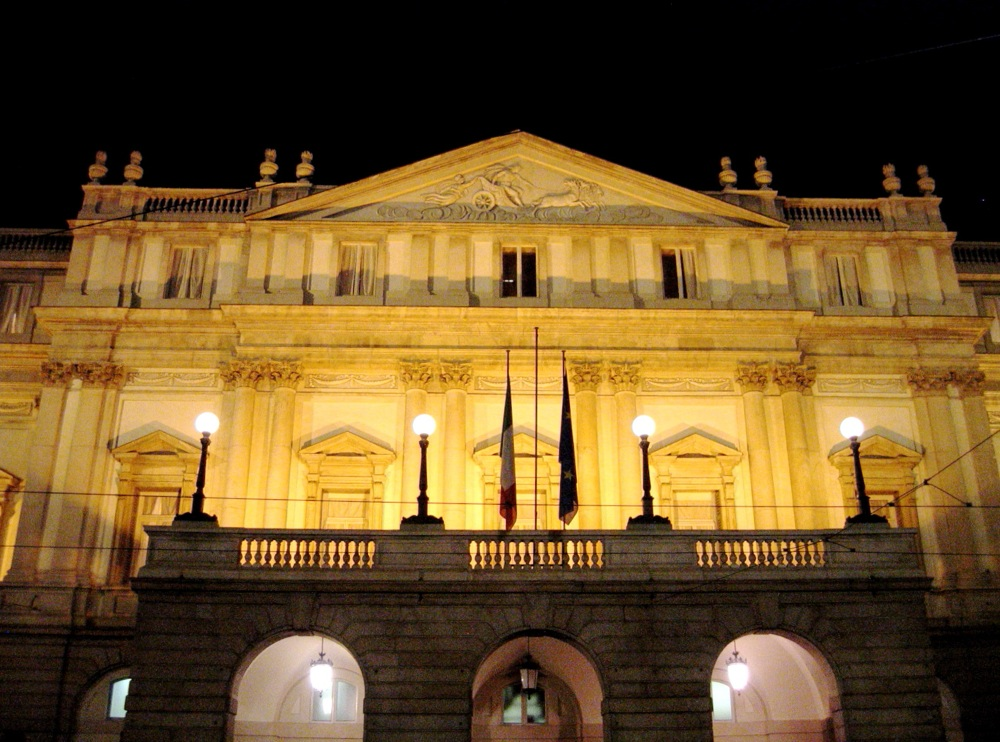
"تياترو أللا سكالا" في ميلان، إيطاليا. تأسس عام 1778، وهو أحد أشهر دور الأوبرا في العالم.

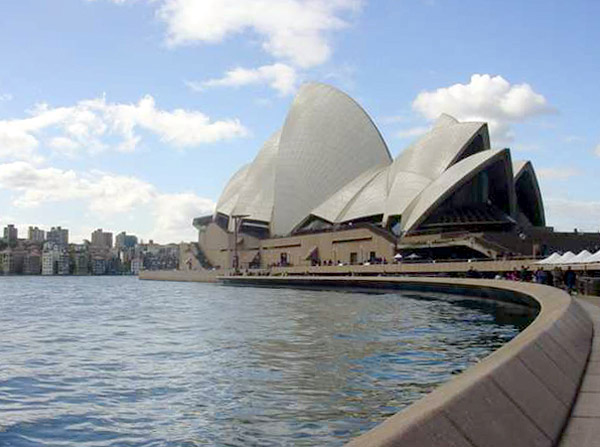
دار الأوبرا في سيدني من إحدى أشهر دور الأوبرا والمشاهد في العالم.

دار الأوبرا (الجمع: دور الأوبرا) أو المَغناة (اسم مكان الغناء على وزن مفعلة) هي مسرح يستخدم لعروض الأوبرا، ويحتوي على منصّة، مساحة للأوركسترا، مقاعد للمشاهدين ومرافق خلف المنصة للأزياء ومتطلبات العرض.
أشهر دور الأوبرا في العالم:
دار الأوبرا في سيدني:
تعدّ من المعالم الشهيرة في أستراليا، وهي أحد أعرق مراكز الفنون المسرحية في العالم، ويعدّ تحفة معمارية من القرن 20 ، تم تصميم دار الأوبرا في سيدني والتي بنيت من قبل المهندس المعماري ، يورن أوتسون ، لتعكس صورة السفينة الشراعية الضخمة . وهي من أهم المسارح لجوان ساذرلاند ، مسرح الدراما ، والمسارح المتعددة الأغراض وقاعة الحفل ، التي تضم أكبر جهاز تعقب للعمل الميكانيكي في العالم.
لا سكالا:
مسرح سكالا في ميلانو ، أو لا سكالا وهي المعروف في جميع أنحاء العالم ، والتي تتمتع بسمعة جيدة . صمم على الطراز الكلاسيكي الجديد من قبل المهندس المعماري Joseh Piermarini ، المسرح الأحمر يشتهر بالصوتيات الرائعة ، والتي تكشف عن قدراته الحقيقية مع الأداء في لوس انجليس .
دار الأوبرا في فيينا:
وهي المعروفة أكثر باسم Staatsoper ، والتي افتتحت في عام 1869 مع أداء موزارت “دون جيوفاني” . صممت على الطراز الحديث لعصر النهضة ، بينما تم تدمير المسرح جزئيا بالقنابل خلال الحرب العالمية الثانية ، ولم يتم تجديدها بالكامل حتى عام 1955 . تشتهر هذه الأوبرا عن أي أوبرا أخرى ، فقد حصلت على الشهرة العالمية في فيينا الفيلهارمونية لأعضاء الأوركسترا .
تياترو دي سان كارلو:
يحمل لقب أقدم دار الأوبرا النشطة في أوروبا، والتي بناها الملك تشارلز بوربون ، والتي ترتبط بالمسرح الأحمر والذهب إلى القصر الملكي . أنجزت في عام 1737 ، وتم تجديدها بعدة ملايين من الدولارات في عام 2010.
تياترو كولون:
تم تصميم مسرح كولون في بوينس آيرس من خلال سلسلة من تصاميم المهندسين المعماريين حتى افتتحت في عام 1908 . تحتوي الأوبرا على ما يقرب من 2500 مقعدا وقاعة تستوعب 1،000 شخص.
دار أوبرا متروبوليتان:
تعرف باسم الأرصاد، تقع دار الأوبرا متروبوليتان في مركز لينكولن في مدينة نيويورك كما تشتهر بإنتاجاتها المتقن والمبتكر كما هو الحال بالنسبة لعروضها البارعة . صممت دار أوبرا متروبوليتان من قبل المهندس المعماري والاس . هاريسون ، تم تصميمها للمسرح الحديث الذي يتميز بالحجر الجيري مع الواجهة البيضاء ومع سلسلة من الأقواس الكبيرة.
دار الأوبرا المجرية:
صممت من قبل Mikós YBL واكتملت في عام 1884 ، وتعدّ دار الأوبرا المجرية في بودابست هي أفضل إنجاز معماري هنغاري . زين هيكل الحديث في عصر النهضة مع اللوحات والمنحوتات التي تم إنشاؤها من قبل الفنانين في البلاد ، والتي تتميز بثرائها الضخم والمصنوع من البرونز ، وقد اجتذب المسرح للملحنين المشهورين عالميا ، بما في ذلك جوستاف ماهلر وأوتو كليمبرر .
مسرح البولشوي:
أعيد بناؤه وتجديده عدة مرات على مدى تاريخها الطويل ، بدأ مسرح البولشوي في موسكو مع البنية الحجرية المتواضعة في عام 1790، وقد صممه المبنى المهندس المعماري اندريه ميخائيلوف وتم الانتهاء منه في عام 1824.
المسرح الكلاسيكي الجديد يتميز بالسجاد الشرقي ، والجدران المغطاة بالحرير الدمشقي والكراسي المخملية المنجدة . مع العديد من دور الأوبرا الكبرى ، والشرفات الأربعة والمعرض التي يطوق مكان جلوس الأوركسترا.
المصدر: محتوي نت